# Katra Komar
Katra Komar (16 maggio 2001) è una saltatrice con gli sci slovena.

## Biografia
Attiva in gare FIS dal settembre del 2014, in Coppa del Mondo ha esordito il 27 gennaio 2018 a Ljubno (37ª) e ha ottenuto il primo podio il 22 febbraio 2020 nella medesima località (2ª); ai Mondiali di Planica 2023, sua prima presenza iridata, si è classificata 25ª nel trampolino normale e a quelli di Trondheim 2025 si è piazzata 30ª nel trampolino normale e 4ª nella gara a squadre. Non ha preso parte a rassegne olimpiche.

## Palmarès

### Mondiali juniores
- 4 medaglie:
  - 1 oro (gara a squadre a Kandersteg-Goms 2018)
  - 2 argenti (gara a squadre a Park City 2017; gara a squadre a Oberwiesenthal 2020)
  - 1 bronzo (gara a squadre mista a Oberwiesenthal 2020)

### Coppa del Mondo
- Miglior piazzamento in classifica generale: 26ª nel 2024
- 2 podi (a squadre):
  - 2 secondi posti

### Coppa Continentale
- Vincitrice della Coppa Continentale nel 2019
- 3 podi (tutti individuali):
  - 1 vittoria
  - 1 secondo posto
  - 1 terzo posto